# Henry Moseley
Henry Gwyn Jeffreys Moseley (ur. 23 listopada 1887 w Weimouth, zm. 10 sierpnia 1915 w Gelibolu) – brytyjski fizyk z Uniwersytetu w Manchesterze.
Prowadząc systematyczne badania widma promieniowania rentgenowskiego wysyłanego przez pierwiastki chemiczne wzbudzone oddziaływaniem dużych energii odkrył prawo Moseleya. Określił wielkość dodatniego ładunku jądra nadając koncepcji liczby atomowej sens fizyczny.

## Życiorys
Podczas I wojny światowej zaciągnął się do Royal Engineers i służył jako oficer techniczny do spraw komunikacji. Brał udział w trwającej kilka miesięcy bitwie o Gallipoli w Turcji. Zginął 10 sierpnia 1915, trafiony w głowę przez snajpera podczas wysyłania meldunku.